# Paris Live Session
Paris Live Session là EP của nữ ca sĩ người Anh Lily Allen, phát hành ngày 24 tháng 11 năm 2009 độc quyền trên iTunes bởi hãng Regal Recordings.

## Danh sách bài hát
| STT | Nhan đề                              | Sáng tác                                                       | Thời lượng |
| --- | ------------------------------------ | -------------------------------------------------------------- | ---------- |
| 1.  | "Fuck You"                           | Lily Allen, Greg Kurstin                                       | 3:53       |
| 2.  | "22 (Vingt Deux)" (hợp tác với Ours) | L. Allen, G. Kurstin                                           | 3:58       |
| 3.  | "The Fear"                           | L. Allen, G. Kurstin                                           | 3:17       |
| 4.  | "Littlest Things"                    | L. Allen, Herve Roy, Mark Ronson, Pierre Bachelet, Santi White | 3:32       |
| 5.  | "Everyone's At It"                   | L. Allen, G. Kurstin                                           | 4:33       |